# دیوید براون اتوموتیو
دیوید براون اتوموتیو (انگلیسی: David Brown Automotive) شرکت خودروسازی بریتانیایی است، که در سال ۲۰۱۳ تأسیس شد.